# Mustafa Nayyem
Mustafa Nayyem (en ukrainien : Мустафа Найєм, en pachto : مصطفی نعیم), né le 28 juin 1981 à Kaboul en Afghanistan, est un journaliste et homme politique ukrainien.

## Biographie
Reporter du journal Kommersant-Ukrainy et de la chaîne TVi, il travaille désormais pour Ukrayinska Pravda. Son post sur Facebook en novembre 2013 semble avoir été à l'origine d'Euromaïdan.
D'abord élu en 2014 sous les couleurs du Bloc Petro Porochenko, il quitte le parti présidentiel en 2016, rejoint l'Alliance démocrate et devient un opposant au camp présidentiel.
Le 10 septembre 2017, il aide l'ancien président géorgien et gouverneur d'Odessa Mikheil Saakachvili à franchir la frontière ukraino-polonaise, alors que le gouvernement ukrainien s'oppose à son retour en Ukraine, Petro Porochenko l'ayant déchu de sa nationalité ukrainienne deux mois auparavant.
Le 22 mars 2018, au sujet de Nadia Savtchenko, accusée d'avoir tenté d'organiser une attaque contre le Parlement, il déclare que « Que l’on aime Petro Porochenko ou non, que l’on prête fois [sic] aux enquêtes du procureur Iouriy Loutsenko ou non, Nadia Savtchenko est dangereuse ».

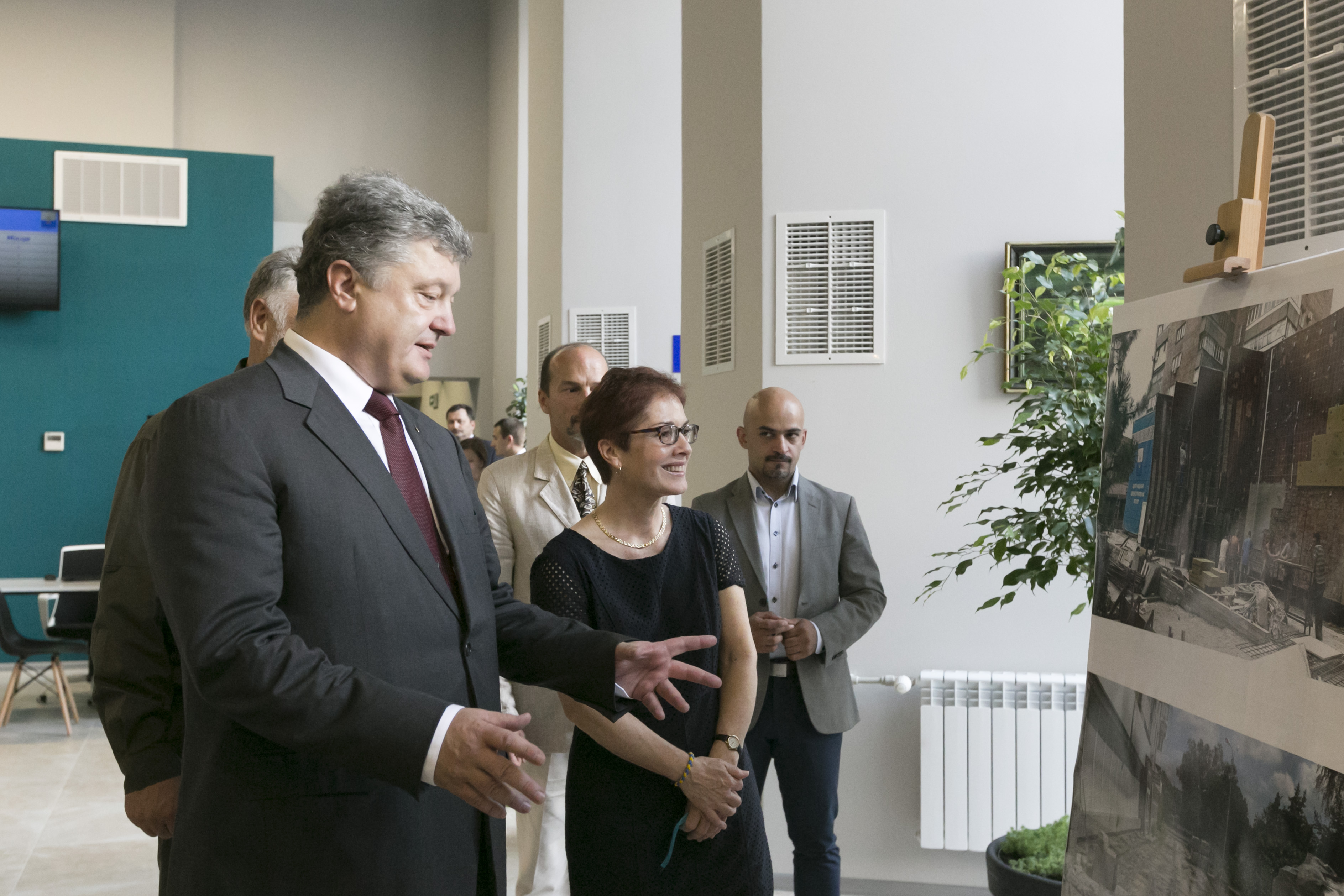
En 2016 avec Petro Porochenko à Marioupol.
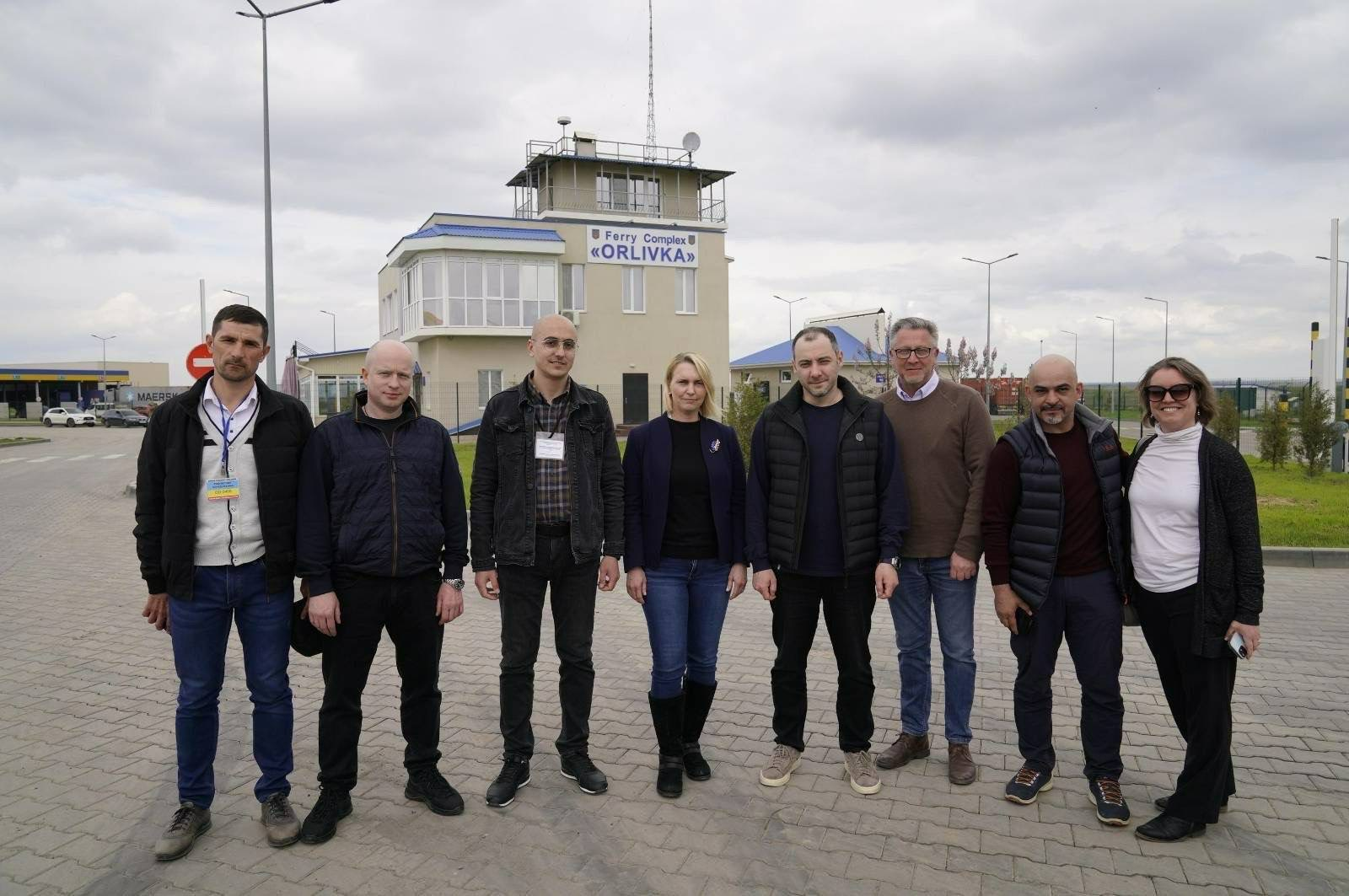
Au port fluvial d'Orlivka en mars 2023.
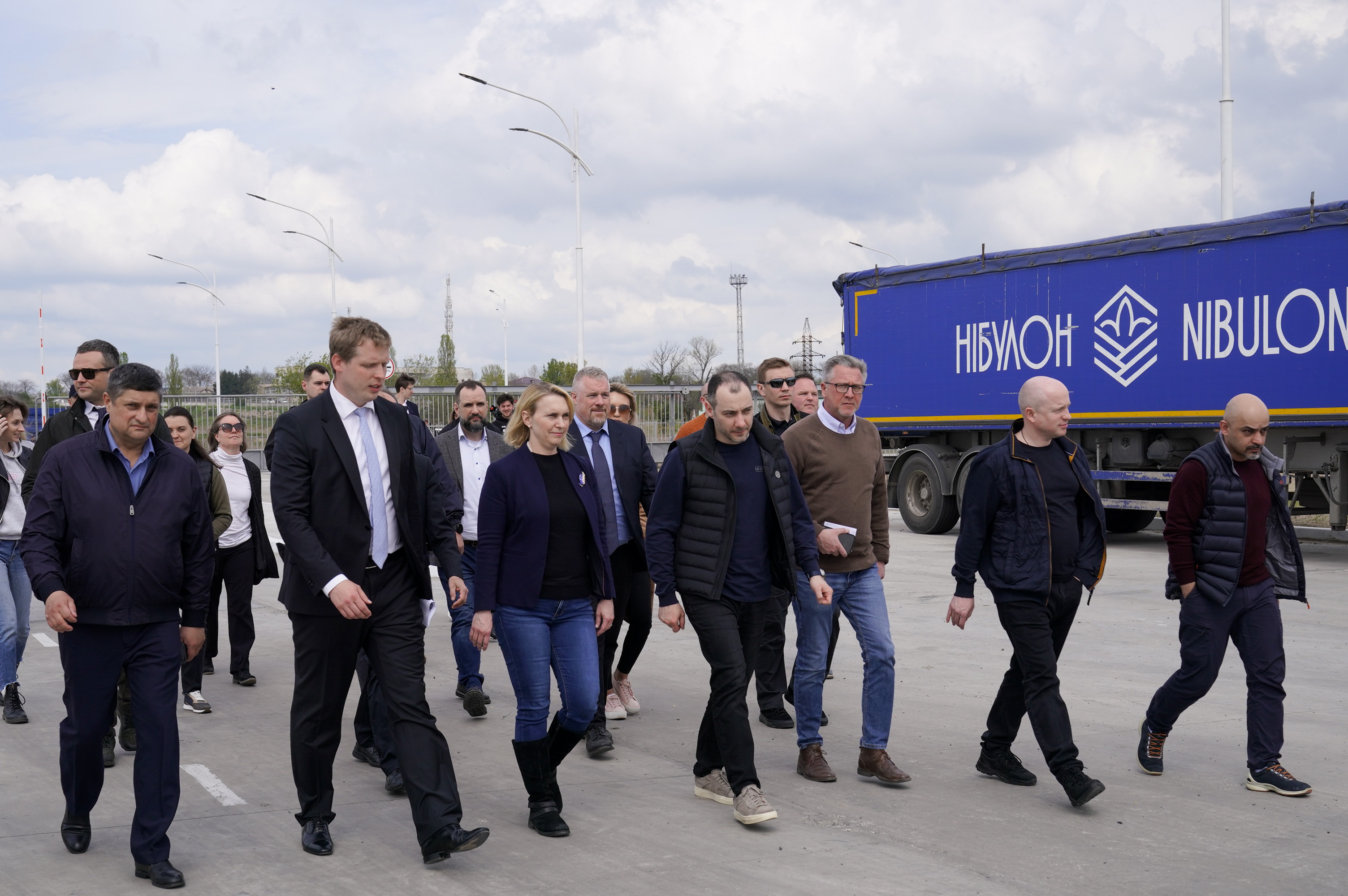
En avril 2023 dans le Port de Reni avec Briget Brink ambassadrice des USA, Oleksandr Koubrakov et Andrii Abramtchenko.

Le 28 janvier 2023 il est nommé par le cabinet des ministres à la tête de l'agence d'Etat pour la resconstruction des infrastructures et pour le développement ; il démissionne le 10 juin 2024.